# Badger House Community
La Badger House Community est un ensemble de sites archéologiques du comté de Montezuma, dans le Colorado, aux États-Unis. Située sur la Wetherill Mesa, elle est protégée au sein du parc national de Mesa Verde. Elle se compose de la Badger House, des Basketmaker Pithouses, du Pueblo Village et de la Two Raven House.